# Sven Ohlon
Sven Johan Emanuel Ohlon (i riksdagen kallad Ohlon i Göteborg), ofta kallad  Sven Em. Ohlon, född 27 mars 1888 i Norrbyås, död 12 maj 1972 i Göteborg, var en svensk rektor och politiker (folkpartist).

## Biografi
Sven Ohlon, som kom från en lantbrukarfamilj, bedrev läroverksstudier i Örebro och blev student som privatist i Karlstad 1907, filosofie magister i Uppsala 1910, filosofie licentiat 1913 samt filosofie doktor 1915 vid Uppsala universitet på en avhandling om katod- och kanalstråleluminiscensspektrum. Han gjorde ett provår vid Uppsala högre allmänna läroverk 1915, och därefter följde studieresor till Tyskland, England, Frankrike, Italien, Schweiz, Österrike, Tjeckoslovakien, Holland, Danmark, Norge, Finland, USA och Israel. 
Ohlon var extra ordinarie lektor vid Örebro tekniska elementarskola vårterminen 1916, ordinarie lärare vid Göteborgs högre samskola 1916-18, adjunkt vid Göteborgs högre realläroverk 1918-1919 och var lektor i matematik och fysik vid Hvitfeldtska högre allmänna läroverket i Göteborg 1919-1953 och var 1933-1953 även skolans rektor.
Han var styrelseledamot i Läromedelslärarnas riksförbund 1927-1947 och var 1929 förbundets vice ordförande. Han var också ledamot i Göteborgs stadsfullmäktige 1931-1948, från 1947 som fullmäktiges andre vice ordförande.
Han var riksdagsledamot i första kammaren 1947-1958 för Göteborgs stads valkrets. I riksdagen var han bland annat ledamot i statsutskottet 1949-1958, från 1957 som vice ordförande, av utrikesutskottet 1951-58 och av talmanskonferensen 1951-58. Han var också folkpartiets gruppledare i första kammaren 1950-1958. I riksdagen var han engagerad i ett stort antal frågor, bland annat skatte- och näringspolitik. År 1957 motionerade han om byggande av ett planerat kärnvärmeverk i Västerås.
Ohlon blev 1928 ledamot av Kungliga Vetenskaps- och Vitterhetssamhället i Göteborg.

## Sammanställning av uppdrag
Ohlon var kommissarie för den vetenskapliga avdelningen vid internationella fotografiutställningen i Göteborg 1929, ledamot av styrelsen för AB Vin- och Spritcentralen 1957-58, ledamot av Nordiska rådet 1953-55 och av styrelsen för riksdagsbiblioteket 1953-61. Han var statsrevisor 1958-59, ordförande i statens filmgranskningsråd 1954-60, ledamot av 1936 års studentexamenssakkunniga, 1943 års dyrortskommitté, 1945 års universitetsutredning, läroverkens kriskommitté 1949, ordförande av 1949 års filmkommitté och 1955 års atomenergiutredning samt ledamot av kommittéer inom Nordiska rådet. Ohlon var ledamot av Göteborgs domkapitel 1919-54 och av styrelsen för Nordiska folkhögskolan i Kungälv från 1953.
Ohlon var ledamot av styrelsen för uppfostringsanstalten för sinnesslöa barn på Stretered 1921-24, av styrelsen för Praktiska kommunala realskolan 1928-58, varav som vice ordförande 1935-58, av styrelsen för stiftelsen Fruntimmersföreningens flickskola 1928-38, av taxeringsnämnden i stadens 38:de distrikt som ordförande 1931-38, av styrelsen över gas- och elverken 1932-47, varav som kassaförvaltare 1940 och vice ordförande 1941-47, av styrelsen för Göteborgs högskola 1934-54, av stadskollegiet 1938-47 och av styrelsen för teaterfonden från 1953.
Han var elektor vid val till riksdagens första kammare 1927-30 och 1935-37, ledamot av beredningen för ärenden angående ansökningar om tillstånd till utskänkning eller utminutering av pilsnerdricka 1932-42, varav som vice ordförande 1933-39, av beredningen för utredning angående behovet av ökning av antalet gymnasialavdelningar vid läroanstalterna i Göteborg 1935-36 och av beredningen för undersökning om stadens framtida behov av gymnasielinjer 1947-50, varav som ordförande 1948-50, revisor för Arbetarnas bildningsförbunds lokalavdelning 1922-23, för Göteborgs högskola 1922-23 och 1931-32, för AB Göteborgs lyriska teater 1926-28, för Ernst Hanssons och Amelie Barks donationsfonder 1934 och för Göteborgs museum 1940.
Sven Ohlon var sekreterare i Fysiska sällskapet i Göteborg 1918-23 och dess ordförande 1925-26. Han var vice ordförande i Göteborgs läraresällskap 1919-20 och 1924-25 samt dess ordförande 1920-24, ledamot av Läroverkslärarnas riksförbunds deputeradeförsamling och dess styrelse 1927. Ohlon var ledamot av styrelsen för Skattebetalarnas förening från 1952, ledamot av Liberala valmansföreningen i Göteborg från 1920, ordförande i Folkpartiets stadsfullmäktigegrupp 1943–48 och i Folkpartiets förstakammargrupp 1950–58.
Sven Em. Ohlon mottog Göteborgs stads förtjänsttecken den 3 juni 1949.

## Familj
Sven Ohlon var son till lantbrukare Lars Johan Olsson och Augusta Svensson. Han gifte sig 28 december 1916 i Gävle med fil. lic. Sonja Roland (1893–1985), dotter till major Otto Sixten Svensson och Anna Mathilda Gabriella de Maré. Paret fick tre barn.